# Lakshmi Planum
Lakshmi Planum är en vulkanisk slätt på i västra Ishtar Terra på Venus. Den bildades troligen genom omfattande vulkanutbrott. Den är namngiven efter Lakshmi, en hinduisk gud.